# Plagiochila drepanophylla
Plagiochila drepanophylla là một loài rêu tản trong họ Plagiochilaceae. Loài này được Sande Lac. miêu tả khoa học lần đầu tiên năm 1856.